# 志の輔ラジオ 気分がいい!
志の輔ラジオ 気分がいい!（しのすけラジオ きぶんがいい）は文化放送のラジオ番組。1990年4月9日から1996年3月28日まで放送。

## 概要
『高島忠夫のダイナミックジャンボ』→『高島忠夫の気ままなジャンボ』→『お元気ですか高島忠夫です』と1976年4月から14年間続いた高島忠夫がパーソナリティを務める生ワイド番組が終了。後番組として開始した。
文化放送では当番組終了後の2003年10月4日より、『志の輔ラジオ 土曜がいい!』を開始。その後も『志の輔ラジオ 落語DEデート』と『志の輔ラジオ』をタイトルに冠した番組を放送している。

## 放送時間
- 毎週月 - 金曜 9:00 - 11:00 (JST) - 1990年4月 - 1995年3月
- 毎週月 - 木曜 9:00 - 11:00 (JST) - 1995年4月 - 1996年3月
  - 『好江・寺ちゃん お祭りガバチョ』（パーソナリティは内海好江、寺島尚正。毎週金曜日 9:00 - 11:00 (JST)）の開始に伴い、月 - 木曜の放送となる。

## パーソナリティ
- 立川志の輔

## アシスタント
- 小林千絵（月・水・金曜 → 1990年10月からは全曜日出演、1991年9月まで）
- ナース井手（火・木曜、1990年4月 - 1990年9月）
- 大桃美代子（1991年10月 - 1992年3月、全曜日）
- 小向真里子（文化放送アナウンサー（当時）、1992年4月 - 1993年3月、全曜日）
- 水谷加奈（文化放送アナウンサー、1993年4月 - 1996年3月、全曜日） - 次番組の『えのきどいちろう意気揚々』も続投。

## コーナー

### 9時台
- 私ってワガママ 〜いまどきの妻たち（1990年4月 - 1991年9月）
- 王様と私（1991年10月 - ）
- 志の輔のミュージック気分しだい「志の輔・好江のツッコミトーク」（NRN系の民放ラジオ局にネット。志の輔と内海好江のトーク番組）
- 志の輔の裸の王様
- カゴメ モーニングトーク 志の輔のおかわり自由（1990年4月 - 1991年9月）
- クロネコヤマト 志の輔のらくがき川柳新鮮流（1992年4月 - ）（ヤマト運輸提供のコーナー）
  - 川柳は出来の良い順に、松、竹、梅となり、松を獲得すると現金が貰えた。
  - 松を獲得した投稿時に流れていた曲はあみんの「待つわ」で、歌の「わたし待〜つ〜」（「わ」の前で止まる）の後にファンファーレが鳴る。
  - 山藤章二が月1回レギュラー出演。『月刊 山藤賞』を選んでいた。
  - このコーナーは月 - 金曜帯の10分番組として、NRN系の民放ラジオ局で放送した。

### 10時台
- HAPPY PROJECT 〜みんなで考えよう〜
- ハガキでファンクラブ（1990年4月 - 1991年3月）
- 幸せ気分（1991年4月 - 1991年9月）
- しあわせファミリー（1991年10月 - ）
- Dr.志の輔の特集X
- 人妻さん おじゃまします 志の輔です（一正蒲鉾提供のコーナー）
  - 寺島尚正と太田英明が日替わりで、商店街やスーパーの店頭で中継するコーナー。
  - 毎日、主婦一名に問題を出題、正解の場合は現金を贈呈。残念賞の場合は一正製品を贈呈。
- 小学館 ラジオマガジン 育児アルバム
- ラジオショッピング

| 文化放送 月 - 木曜 午前ワイド（9:00 - 11:00枠） | 文化放送 月 - 木曜 午前ワイド（9:00 - 11:00枠）    | 文化放送 月 - 木曜 午前ワイド（9:00 - 11:00枠） |
| 前番組                                          | 番組名                                             | 次番組                                          |
| ----------------------------------------------- | -------------------------------------------------- | ----------------------------------------------- |
| お元気ですか高島忠夫です                        | 志の輔ラジオ 気分がいい! （1990年4月 - 1996年3月） | えのきどいちろう意気揚々 （8:30 - 11:00）       |
| 文化放送 金曜 午前ワイド（9:00 - 11:00枠）      |                                                    |                                                 |
| お元気ですか高島忠夫です                        | 志の輔ラジオ 気分がいい! （1990年4月 - 1995年3月） | 好江・寺ちゃん お祭りガバチョ                   |